# Marta Martelińska

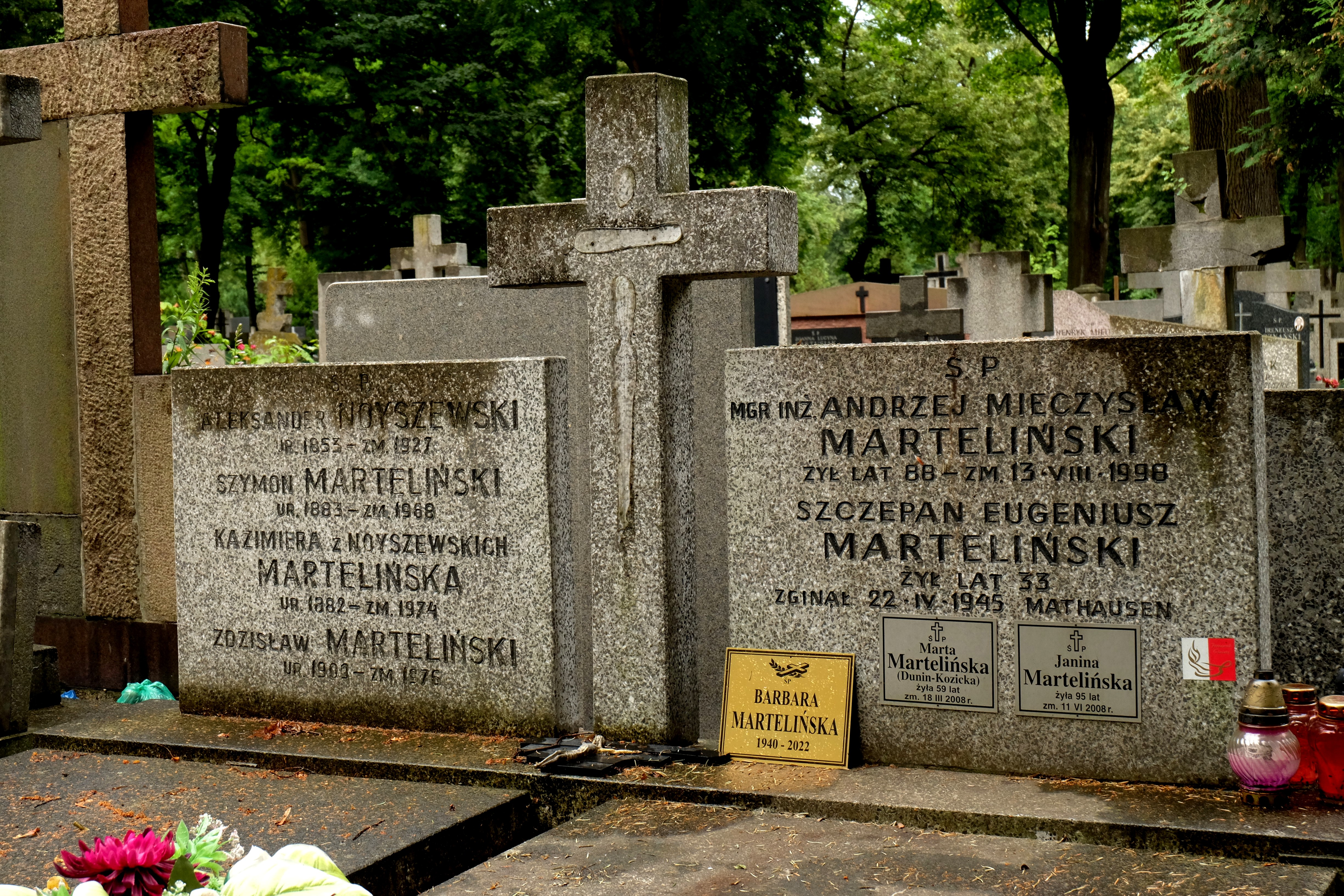
Grób piosenkarek Barbary i Marty Martelińskich na Cmentarzu Bródnowskim

Marta Martelińska, właśc. Marta Dunin-Kozicka z domu Martelińska (ur. 24 lipca 1949, zm. 18 marca 2008) – polska piosenkarka i aktorka związana z Kabaretem Stodoła, menedżerka PSJ.

## Życiorys
Była młodszą córką nauczycielki Liceum Ekonomicznego w Wołominie (obecnie Zespół Szkół Ekonomicznych im. Stanisława Staszica).
Karierę wokalistki rozpoczęła od zdobycia I nagrody na IV Krajowym Festiwalu Piosenki Polskiej w Opolu za wykonanie piosenki Nie bądź taki szybki Bill. Współpracowała z zespołami Chochoły (1966) i Trubadurzy (1967) nagrywając między innymi przebój Słoneczniki który uplasował się na 3 miejscu Listy Przebojów Rozgłośni Harcerskiej. W tym samym roku nawiązał współpracę z zespołem Ryszarda Poznakowskiego, występując również w prowadzonej przez niego Telewizyjnej Giełdzie Piosenki. Od 1968 współpracowała z nowo powstałą formacją Bizony, z którą wystąpiła na Festiwalu Zespołów Młodzieżowych o Złotą Kotwicę Sopockiego Lata, na VIII Międzynarodowym Festiwalu Piosenki SOPOT 68 i na III Musicoramie w Warszawie. Koncertowała również w Skandynawii.
Przez kilka lat była związana z kabaretem Stodoła. Brała udział w kilku ważnych przedstawieniach, m.in. O jak mi dobrze w pomarańczowym jest.
Po zakończeniu kariery wokalistki zaangażowała się w działalność organizatorską, jako pilotka występujących na polskich festiwalach gwiazd jazzu (m.in. Beryl Bryden, Sheili Jordan i szwedzkiego saksofonisty Bernta Rosengrena).
Była też menedżerką w klubie Stodoła i zastępcą kierownika Jazz Clubu Akwarium w Warszawie.
Pochowana 27 marca 2008 na cmentarzu Bródnowskim w Warszawie (kwatera 49A-VI-13).

## Życie prywatne
Była młodszą siostrą polskiej wokalistki jazzowej Barbary Martelińskiej i żoną Jerzego Dunin-Kozickiego, perkusisty zespołów Hagaw i Old Timers.